# Zakrzew (Masovia)
Zakrzew è un comune rurale polacco del distretto di Radom, nel voivodato della Masovia.
Ricopre una superficie di 96,15 km² e nel 2004 contava 10 946 abitanti.